# John Anderson (filozof)
John Anderson (ur. 1 listopada 1893, zm. 6 lipca 1962) – szkocki filozof.
W latach 1927–1958 profesor uniwersytetu w Sydney. Zaangażowany w debatę publiczną zwolennik naukowego realizmu, materializmu, ateizmu i empiryzmu.

## Wybrane publikacje
- Studies in Empirical Philosophy, 1962
- Education and Inquiry, 1980